# Oratorianerkirche (London)

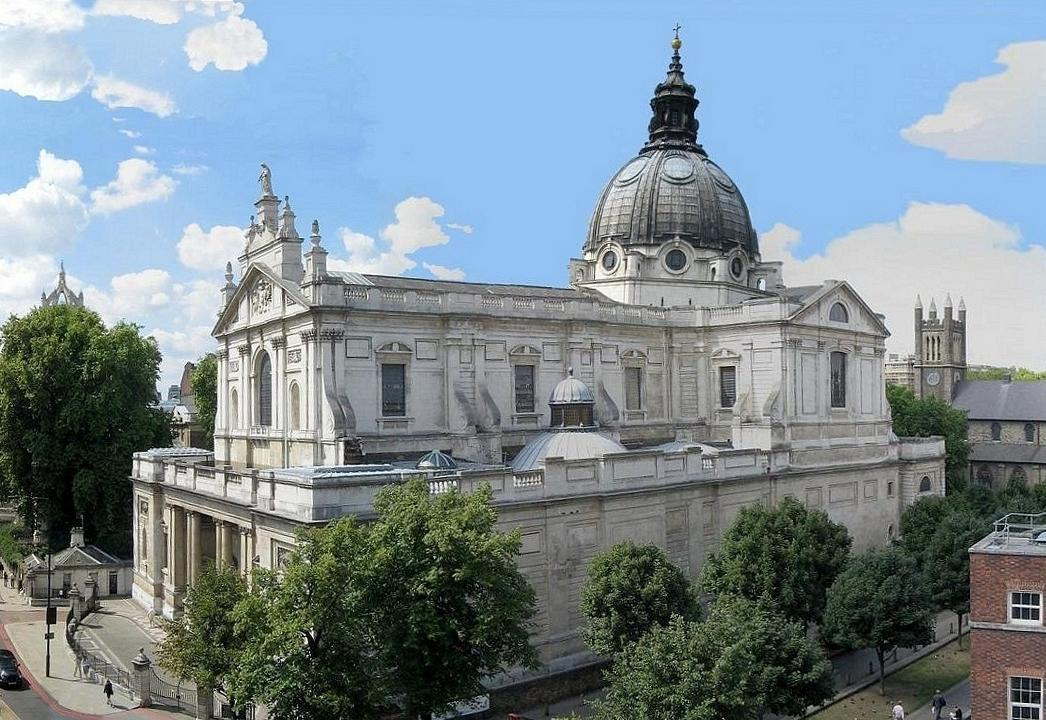
Oratorianerkirche Herz Mariä

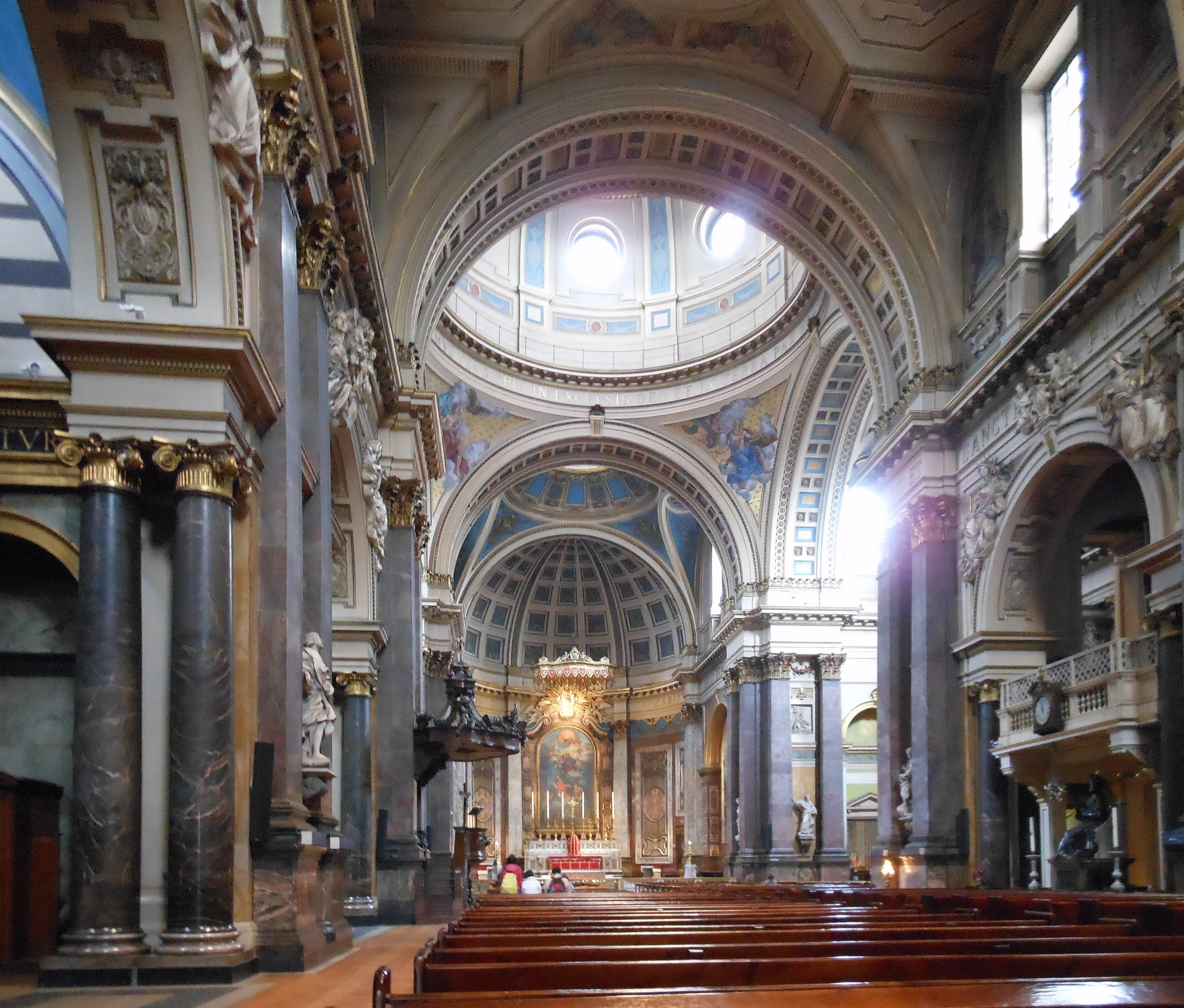
Inneres

Die Oratorianerkirche Unbeflecktes Herz Mariä (Church of the Immaculate Heart of Mary – Brompton Oratory) ist eine römisch-katholische Kirche im Stadtteil Brompton des Londoner Bezirks Kensington and Chelsea. Die große und reich ausgestattete neobarocke Basilika wurde 1880 bis 1884 als Kirche der Londoner Oratorianergemeinschaft erbaut, die bis heute hier ihren Sitz hat.

## Geschichte
Die Londoner Niederlassung der Oratorianer entstand Mitte des 19. Jahrhunderts, nachdem John Henry Newman in Birmingham den ersten Konvent der Gemeinschaft des hl. Philipp Neri in England gegründet hatte. Ein Newman-Denkmal wurde 1896 an der Straßenfront des Konventgebäudes errichtet. Die Kirche selbst wurde aus Spendenmitteln erbaut und ist bis heute die zweitgrößte katholische Kirche Londons nach Westminster Cathedral. An der Eröffnung durch Kardinal Manning im April 1884 nahmen 16 Bischöfe und 250 Priester teil.

## Architektur und Ausstattung
Die Herz-Mariä-Kirche ist nach Plänen von Herbert Gribble im Stil des frühen römischen Barock nach Vorbildern wie Il Gesù oder dem Ur-Oratorium Santa Maria in Vallicella erbaut. Sie besteht aus dem Langhaus mit in Kapellen geteilten Seitenschiffen, dem Querhaus mit einer Kuppel auf achteckigem Tambour über der Vierung und dem rund geschlossenen Chor. Den repräsentativen Anspruch unterstreicht ein der Schaufassade vorgesetzter breiter Renaissance-Säulenportikus. Rechts neben dem Chor ist die St.-Wilfred-Kapelle angefügt, in der seit 1952 die sterblichen Überreste des Gründers Frederick William Faber bestattet sind.
Auch das Innere ist mit seiner reichen Wand- und Säulendekoration, den Altarbildern und Skulpturen ganz dem römischen Barock verpflichtet.

## Orgel
Die Orgel wurde 1952 bis 1954 von dem Orgelbauer J.W. Walker & Söhne (Ruislip) erbaut. 2004 wurde das Instrument durch die Erbauerfirma schrittweise restauriert. Die Orgel hat 45 Register auf drei Manualen und Pedal. Die Trakturen sind elektro-pneumatisch.
| I Choir Organ C–a3 |       |
| Gedackt            | 8′    |
| Principal          | 4′    |
| Rohrflöte          | 4′    |
| Octave             | 2′    |
| Waldflöte          | 2′    |
| Larigot            | 1 ⁄3′ |
| Sesquialtera II    |       |
| Scharf IV          |       |
| Cromorne           | 8′    |
| Tremulant          |       |

| II Great Organ C–a3 |       |
| Quintadena          | 16′   |
| Principal           | 8′    |
| Rohrflöte           | 8′    |
| Octave              | 4′    |
| Gemshorn            | 4′    |
| Quint               | 2 ⁄3′ |
| Superoctave         | 2′    |
| Tertian II          |       |
| Mixture IV-V        |       |
| Trumpet             | 8′    |

| III Swell Organ C–g3 |        |
| Barpyp               | 8′     |
| Quintadena           | 8′     |
| Viola                | 8′     |
| Céleste              | 8′     |
| Principal            | 4′     |
| Gedacktflöte         | 4′     |
| Nazard               | 2 ⁄3′  |
| Octave               | 2′     |
| Gemshorn             | 2′     |
| Tierce               | 1 3⁄5′ |
| Mixture IV           |        |
| Cimbel III           |        |
| Echo Trumpet         | 8′     |
| Vox Humana           | 8′     |
| Tremulant            |        |

| Pedal Organ C–g1 |         |
| Principal        | 16′     |
| Sub Bass         | 16′     |
| Quintflöte       | 10 2⁄3′ |
| Octave           | 8′      |
| Gedackt          | 8′      |
| Rohrquint        | 5 1⁄3′  |
| Octave           | 4′      |
| Nachthorn        | 2′      |
| Mixture IV       |         |
| Bombarde         | 16′     |
| Trumpet          | 8′      |
| Trumpet          | 2′      |